# Fed rock
"Fed rock" er en rocksang af det danske gruppe Shu-bi-dua. Den er baseret på sangen "Jailhouse Rock" og blev indspillet for sjov til et satireprogram i radioen af Michael Hardinger og hans band Passport med Michael Bundesen som forsanger. Efterfølgende fik radioen mange henvendelser på sangen, og de valgte at kalde sig Shu-bi-dua, og fik en pladekontrakt med Polydor og fik indspillet den i et rigtigt studie.

## Indspilning
Teksten til "Fed rock" blev skrevet af Michael Bundesen og hans gode ven Jens Tage Nielsen og var baseret på Elvis Presleys sang "Jailhouse Rock", der oprindelig blev skrevet af Jerry Leiber og Mike Stoller. Bundesen havde dog talt forkert og der kom derfor en ekstra takt med i melodien.
Bundesen havde mødt Michael Hardinger, der havde et bandet kaldet Passport, via sit fritidsjob på DR P3. Bundesen spurgte radioværten Benny G. Jensen om han kunne bruge sangen til programmet Åbent Hus, som blev sendt søndag eftermiddag og som indeholdt forskellige former for satire, hvilket førte til at Bundesen og Nielsen sammen med Passport indspillede sangen.
Den oprindelige version af nummeret blev indspillet på P. Carl Petersens Kollegium i Skovshoved, hvor Nielsen boede, i et rum med udsigt til Øresund, hvor der stod et flygel og hvor der ifølge Bundesen var god akustik. Gruppen medbragte hver deres instrumenter og stillede op i stuen med forstærkere osv. Bosse Hall Christensen måtte dog flyttes ud i køkkenet, da hans trommer overdøvede for meget. Bundesens ven Michael Elo havde en firespors-båndoptager, som de optog den på. Som følge af den ekstra takt i melodien i forhold til "Jailhouse Rock", var det ekstra svært for Christensen at lære at spille den. De øvrige beboere brokkede sig og larmede med vilje, således at lyden fra en støvsuger kunne høres i baggrunden af den indspilning, som de fik indspillet.
Efter sangen blev spillet i radioen modtog de masser af henvendelser fra lyttere, som havde hørt den. Blandt dem var Per Stan fra pladeselskabet Polydor, som de fik en aftale med, så de kunne få den indspillet professionelt og udgivet som single. Det foregik i Rosenberg-studiet i København NV med Freddy Hansson som lydtekniker. Gruppen fik ved hjælp af venner og familie sangen ind på hitlisterne.

## Udgivelse
Inden da havde gruppen udgivet singlen "Tomorrow/Everything's Wrong" under navnet Passport. Nummeret blev udgivet med B-siden "Tynd Blues", som gruppen havde udgivet et par uger for inden under navnet Shu-bi-dua. "Tynd Blues" blev ikke stemt ind på hitlisterne, hvilket overraskede Bundesen, da han troede mere på blues end rock.
Efter udgivelsen var Hardinger taget til Italien for at arbejde som guide, i den tro at det var det for nu, men da singlen blev en succes blev han kontaktet og bedt om at komme tilbage til Danmark, så de kunne indspille et helt album under navnet Shu-bi-dua.

## Medvirkende
- Michael Bundesen: Sang
- Michael Hardinger: Guitar, kor
- Bosse Hall Christensen: trommer
- Jens Tage Nielsen: Klaver, Orgel, el-orgel, Vokal
- Paul Meyendorff: Guitar, Vokal
- Niels Grønbech: Bas

## Spor
1. "Fed rock" - 2:55
2. "Tynd blues" - 3:15

## Modtagelse
Nummeret kom på den danske singlehitliste i to uger med nummer 8 som højeste placering i 1973. Bandet fik nummeret på top 10 ved at udstyre familie, venner og bekendte med postkort, så de kunne skrive ind til Dansktoppen, og få det til at se ud som om, at det var mange forskellige personer, der stemte. Lige efter den var røget ud af hitlisten kom den ind på Top 30, som den daværende salgsliste hed.